# Lucas Lynggaard Tønnesen
Lucas Lynggaard Tønnesen est un acteur et mannequin danois, né le 13 juillet 2000 à Copenhague.

## Biographie

### Carrière
Lucas Lynggaard Tønnesen débute, en 2012, dans la comédie musicale Cirkus Summarum dans le rôle de Buster, un garçon qui tente de rappeler à tout le monde de toujours utiliser leur imagination.
En 2013, il fait le premier pas dans le thriller Les Enquêtes du département V : Miséricorde (Kvinden i buret) de Mikkel Nørgaard, dans le rôle de Lasse jeune à travers des flashbacks. Dans la même année, il joue dans la comédie Player de Tomas Villum Jensen.
En 2014, il apparaît dans les six épisodes de la série de science-fiction Tidsrejsen.
En 2015, il participe au court métrage I stykker d’Eirik Sæter Stordahl.
En 2018, il tient le rôle principal de Rasmus dans la série post-apocalyptique The Rain, mondialement diffusée sur Netflix.
En 2022, 10 ans après Emil Poulsen, il incarne le rôle de Magnus, fils de la femme politique danoise Birgitte Nyborg, dans la saison 4 de la série de politique-fiction Borgen, une femme au pouvoir.

## Filmographie

### Films
- 2013 : Player de Tomas Villum Jensen : Phillip
- 2013 : Les Enquêtes du département V : Miséricorde  (Kvinden i buret) de Mikkel Nørgaard : Lasse

- paradise 2023 dr falter berg

### Courts métrages
- 2015 : I stykker d’Eirik Sæter Stordahl : Oliver
- 2019 : En tjeneste de Jacob Alexander Rahnami Mannstaedt : David
- 2021 : Sail On, My Love de Jonatan Egholm Keis et Ludvig Frøkjær Thomsen : Villiam

### Séries télévisées
- 2012 : Cirkus Summarum : Buster (saison 4, épisode 1)
- 2014 : Les Pièges du Temps (Tidsrejsen) : Oliver (6 épisodes)
- 2018-2020 : The Rain : Rasmus Andersen (20 épisodes)
- 2022 : Borgen, une femme au pouvoir : Magnus Nyborg Christensen (8 épisodes)
- 2022 : 1899 : Krester (8 épisodes)

## Théâtre
- 2012 : Cirkus Summarum : Buster